# Isabel Juan Vilagrasa
Isabel Juan Vilagrasa (¿València?, mitjans segle XVII - ¿València?, Segle XVIII), filla de Jeroni Vilagrasa i vídua de Francisco Mestre, va ser una impressora valenciana.
Un llibre conegut imprés al seu nom és Escala Mistica, i Estimvlo de Amor Divinov on es llegeix «Amb llicència, a València, per Isabel Iuan Vilagrasa, al costat del molí de Rovella, Any 1675». Segons Serrano i Morales se suposa que per aquesta data va haver d'efectuar-se el matrimoni en segones núpcies d'Isabel Juan amb Francisco Mestre, amb qui utilitzaria de forma conjunta el colofó «Hereus de Jerónimo Villagrasa». Cap a 1681 se li va concedir a Isabel Juan el privilegi exclusiu d'imprimir i vendre les Doctrines Cristianes i altres llibres en un privilegi atorgat per Carles II a l'església de Sant Miquel en 11 d'abril de 1684 i durant 10 anys. 